# Daugavgrīva
Daugavgrīva (en allemand Dünamünde) est un voisinage de l'arrondissement de Kurzeme du nord-ouest de Riga (Lettonie), situé sur l'île de Buļļi (appelée aussi Daugavgrīvas sala) et Mīlestības saliņa de la rivière Daugava.

## Géographie
Sa superficie s'étend sur 10,147 km2. Il est frontalier des voisinages Rītabuļļi, Bolderāja, Vecmīlgrāvis et Mangaļsala, mais n'est relié réellement qu'avec Rītabuļļi, se trouvant sur la même île, et par le pont avec Bolderāja.
En 2011, sa population compte 9 015 habitants.
Sur 163 ha de son territoire se trouve la réserve naturelle Dabas liegums Daugavgrīva, créée le 20 mai 1988.

## Histoire

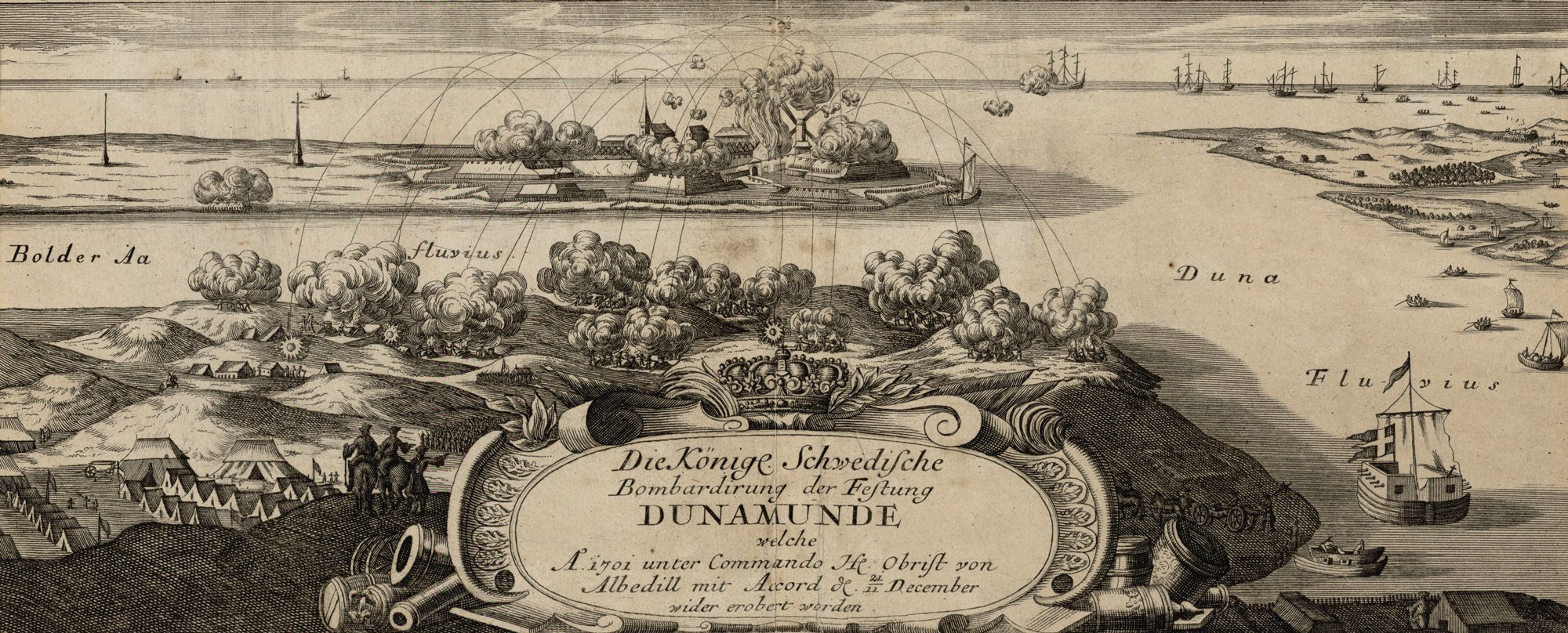
Représentation de la forteresse de Dünamünde/Daugavgrīva.

C'est en 1202 que fut fondé à Dünamünde (aujourd'hui Daugavgrīva) par Albert de Buxhoeveden, l'ordre des chevaliers Porte-Glaive.
Un château qui servit au départ de monastère fut alors construit.
Plus tard, les Porte-Glaive intégrèrent l'Ordre Teutonique.
La conquête de la région par les Suédois en 1621, les incita à construire en 1680, sur les ruines du château de Dünamünde, une forteresse conçue dans un style néerlandais par le général Rothenburg en 1641.
Cette nouvelle fortification fit la renommée de l'endroit.
En 1695, le commandant de la forteresse, le capitaine Heinrich Nicolaus Rudinger, fut élevé au rang de chevalier par le roi Charles XI de Suède, il n'est autre que l'ancêtre du futur patriarche de l'Église orthodoxe russe Alexis II de Moscou,.
En 1893, la Russie impériale renomme la forteresse en Oust-Dvinsk (en français : embouchure de la Dvina) dans laquelle on ne trouvait que des soldats russes en cantonnement.
Durant la Première Guerre mondiale, l'aviation allemande bombarda la forteresse avec un dirigeable. L'Empire allemand s'empara du fort en 1917 et l'empereur Guillaume II le visita.
En 1919, c'est le champ d'affrontement des forces alliées britanniques et françaises d'un côté et des troupes des barons baltes de Pavel Bermondt-Avalov et les Russes blancs de l'autre.
La paix revenue, les Lettons en prirent possession et le gouvernement letton fit démolir une partie des fortifications. En 1924, Daugavgrīva fut rattaché à Riga.
En février 1942, lors de l'opération Dünamünde (en), c'est le point de référence vers lequel on attire les déportés juifs des camps allemands, principalement les malades, les vieillards et les enfants, en leur faisant croire qu'un travail plus facile les y attend, dans les conserveries de poisson locales. Or, les victimes trouvent la mort dans le camp de Salaspils ou dans la forêt de Bikernieki (en letton : Biķernieku mežs).
La forteresse servait de base aux troupes soviétiques, pendant la guerre froide.

## Transports
- Bus: 3, 30, 36